# 国立民俗博物馆
国立民俗博物馆（：／ Gungnip Minsok Bangmulgwan）是由駐朝鮮美國陸軍司令部軍政廳在1945年11月8日二战结束后，在大韓民國首爾所建立的博物館。展示从史前朝鮮到1910年的韩国历史。

## 历史
博物館最初是於1924年朝鮮日治時期由淺川兄弟和柳宗悅建立的朝鮮民族美術館。
美國軍政廳在第二次世界大戰結束後，於1945年11月8日在首尔南山再次使用該名稱建立國立民俗博物館。1975年被搬到景福宫。
目前的建筑是1972年依照韩国传统历史建筑特征所建。该建筑在1986年以前是韩国国立中央博物馆。后来国立中央博物馆搬出，该建筑被重新装修并于1993年作为国立民俗博物馆重新开馆。民俗馆共有3个展厅，还包括一个儿童馆和一个室外展厅。

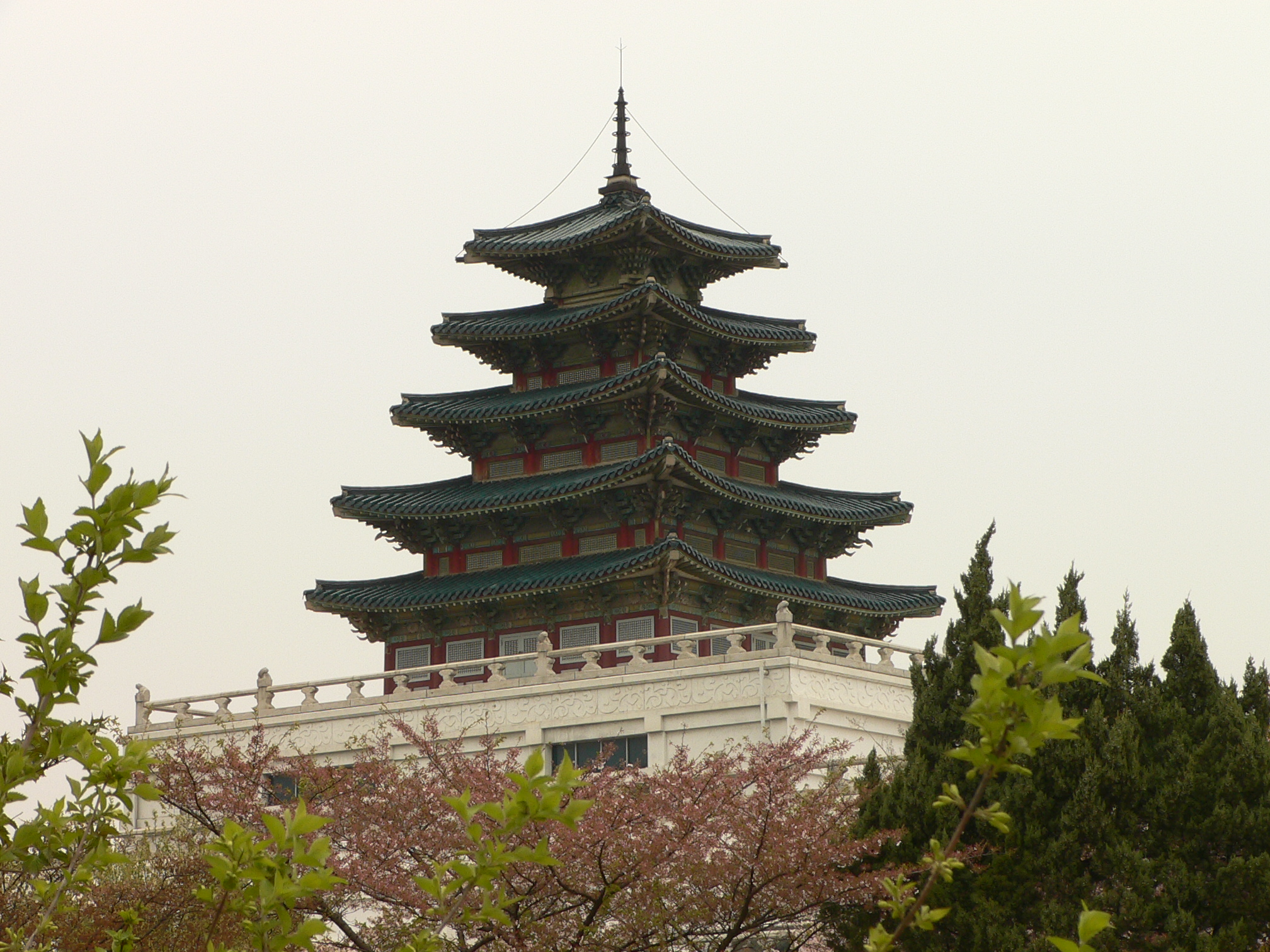
主楼
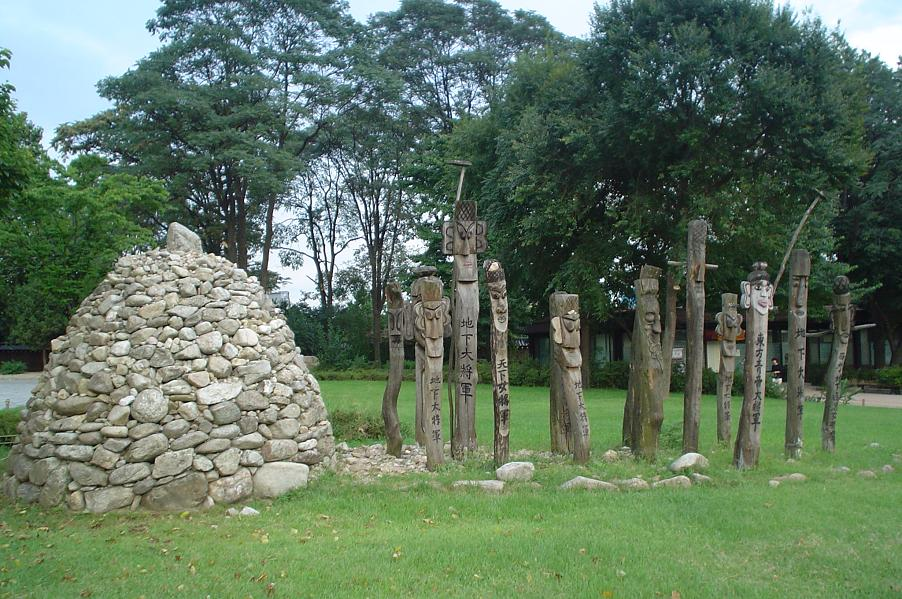
长栍（韩国传统图腾柱）
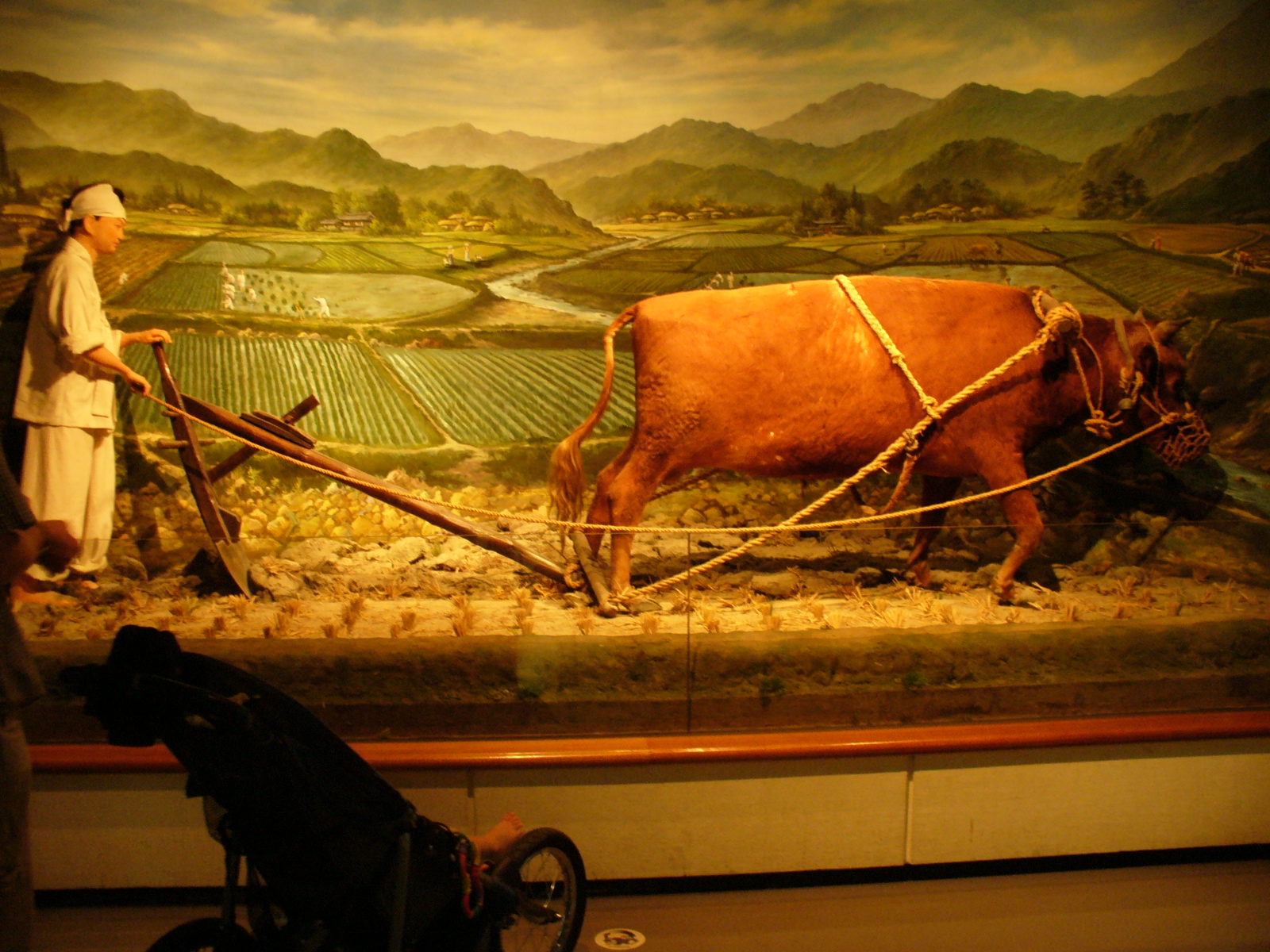
馆中农业耕作展示
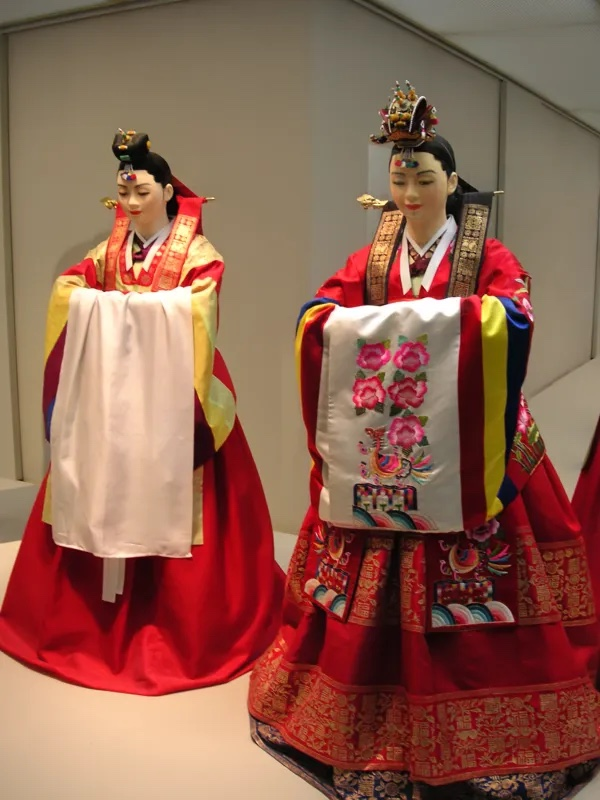
韩服

## 外部連結
- 韓國國立民俗博物館 （页面存档备份，存于）